# Ichnanthus panicoides
Ichnanthus panicoides är en gräsart som beskrevs av Ambroise Marie François Joseph Palisot de Beauvois. Ichnanthus panicoides ingår i släktet Ichnanthus och familjen gräs. Inga underarter finns listade i Catalogue of Life.